# Jasper (Minnesota)
Pour les articles homonymes, voir Jasper.
Jasper est une ville américaine située dans le Comté de Pipestone, dans le Minnesota. Selon le recensement de 2010, sa population est de 633 habitants.